# Pavel Tchistiakov
Pavel Petrovitch Tchistiakov (en russe : Павел Петрович Чистяков, ISO 9 : Pavel Petrovič Čistâkov ; * oblast de Tver, le 23 juin/5 juillet 1832 - † Detskoïe Selo, le 11 novembre 1919) est un peintre et professeur russe, maître de la peinture historique et du portrait.

## Biographie
Tchistiakov naît dans une famille d'origine modeste, mais son père veut lui donner une bonne formation ; il commence ainsi ses études dans une école itinérante. 
En 1849, il entre à l'Académie impériale des beaux-arts de Saint-Pétersbourg où il est l'élève du professeur P. Watt Basin jusqu'en 1861.
Au cours de ces études à l'Académie, il a été distingué plusieurs fois, pour des travaux tels que Le patriarche Hermogène en prison (Патриарх Гермоген в темнице), La princesse Sophie Vitovtovna au mariage du prince Basile le Sombre (Великая княгиня Софья Витовтовна на свадьбе великого князя Василия Темного) et, au titre de pensionnaire de l'Académie, il est autorisé à voyager à l'étranger.
Il enseigne à l'École de dessin de la société d'encouragement d'arts appliqués de Saint-Pétersbourg de 1860 à 1863.
Il quitte la Russie en 1863, visite l'Allemagne, travaille à Paris et à Rome puis revient à Saint-Pétersbourg en 1870 et reçoit le titre d'académicien pour ses œuvres réalisées à l'étranger comme Le mendiant romain (Римский нищий), Tête de femme tchoutche (Голова чучарки), Le Français au bal public (Француз, собирающийся на публичный бал).

## Ses élèves
- Abram Arkhipov (1862-1930)
- Stefan Bakałowicz (1857-1947)

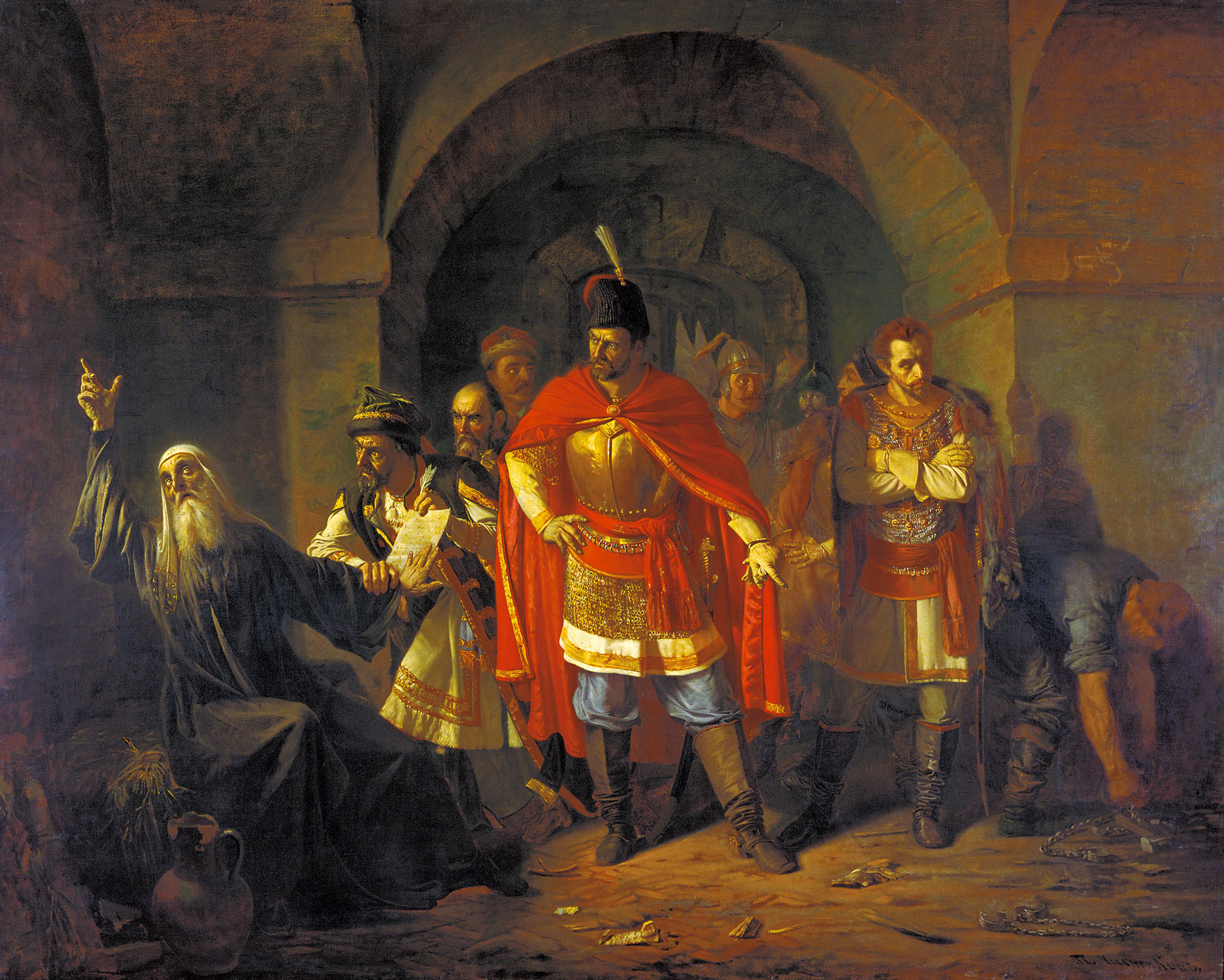
Le Patriarche Hermogène refusant de bénir les Polonais (1862)

- Victor Borissov-Moussatov (1870-1905)
- Mikhaïl Nesterov (1864-1942)
- Valentin Serov (1865-1911)